# Wu Ch'uan-yu
 (juillet 2018).
Si vous disposez d'ouvrages ou d'articles de référence ou si vous connaissez des sites web de qualité traitant du thème abordé ici, merci de compléter l'article en donnant les références utiles à sa vérifiabilité et en les liant à la section « Notes et références ».
Wu Ch'uan-yu ou Wu Quanyou (chinois simplifié : 吴全佑; traditionnel : 吳全佑 ; pinyin : Wú Quányòu), né en 1834 et mort en 1902, est un célèbre maitre de tai-chi-chuan de la Chine impériale. Il est considéré comme le fondateur du tai-chi style Wu. Il est l'élève de Yang Luchan et de son fils Yang Banhou. Il enseigne son art à son fils Wu Jianquan.